# Caso de los catalanes

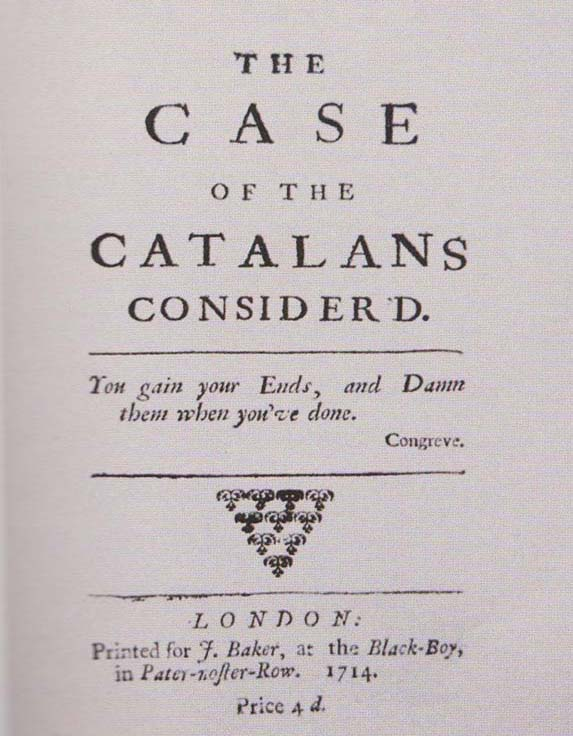
El Caso de los Catalanes
El Principado de Cataluña libró la guerra tanto en el campo de batalla como en las cancillerías europeas. Los embajadores catalanes en Londres, Viena y La Haya jugaron un papel crucial en la guerra diplomática. Los manifiestos Deplorable History of the Catalans y The Case of the Catalans recordaban a Inglaterra su tratado de alianza militar con Cataluña y la traición de Utrecht.

Caso de los catalanes fue la denominación usada en las cancillerías europeas para referirse al conjunto de debates y acuerdos sobre el destino político del Principado de Cataluña en el contexto de la Paz de Utrecht (1712-1714) que puso fin a la guerra de sucesión española iniciada en 1701. 

## Antecedentes: el Pacto de Génova de 1705
El origen del problema se remontaba al Pacto de Génova (20 de junio de 1705) mediante el cual el Reino de Gran Bretaña se había comprometido a garantizar la conservación de las constituciones de Cataluña si esta se sumaba a la causa del archiduque Carlos de Austria, en pugna por el trono español, incluso en el caso de una eventual victoria de Felipe V.
La iniciativa partió de la reina Ana de Inglaterra quien en marzo de 1705 nombró como comisionado suyo a Mitford Crowe, un comerciante de aguardiente afincado en el Principado de Cataluña, «para contratar una alianza entre nosotros y el mencionado Principado o cualquier otra provincia de España». Crowe se puso en contacto un grupo de propietarios y nobles de la plana de Vich, conocidos como los vigatans, que era el primer núcleo austracista surgido en Cataluña dispuesto a tomar las armas en contra de Felipe. Los vigatans se reunieron el 17 de mayo de 1705 en Vich y allí acordaron otorgar plenos poderes a dos representantes suyos para que firmaran el tratado con Inglaterra en nombre de los catalanes. El pacto fue rubricado en Génova el 20 de junio de 1705.
El acuerdo firmado por Mitford Crowe, en nombre de la reina Ana de Inglaterra, y por Antonio de Peguera y de Aymerich y Domingo Perera, en nombre del Principado incluía el compromiso de Inglaterra de desembarcar en la costa catalana 8000 soldados de infantería y 2000 de caballería de las fuerzas de la Gran Alianza, y entregar 12 000 fusiles con su correspondiente munición para armar a las fuerzas catalanas. Por su parte Cataluña reconocería al Archiduque Carlos de Austria como legítimo rey de España, y el nuevo rey debería jurar y mantener las leyes catalanas.
En el texto del tratado de Génova se apreciaba el ideario del austracismo catalán —y en general del resto de estados de la Corona de Aragón— que estaba basado en la defensa del modelo pactista y "constitucionalista" de las relaciones entre el soberano y sus súbditos, que anteponía la fidelidad a la "patria" —la defensa de las «libertades, leyes y derechos de la patria»— a la fidelidad al rey si este violaba las leyes e instituciones propias que la caracterizaban y definían. Así aludía 17 veces a las Constituciones catalanas y a su defensa, lo que contrastaba con la política represiva de los virreyes nombrados por Felipe de Borbón —que por otro lado se quejaban de «lo que estrechan sus Constituciones», refiriéndose al poder efectivo que tenían en el Principado—.

## El «caso de los catalanes» en la Paz de Utrecht

### El Tratado de Utrecht de julio de 1713: el abandono británico
El advenimiento al poder del partido tory en el Reino de Gran Bretaña en 1710, favorable a lograr un paz con Luis XIV y Felipe V, alteró la política diplomática inglesa. La muerte en 1711 del emperador José I de Austria, hermano del pretendiente al trono español el archiduque Carlos de Austria, y la elección de este como su sucesor —fue coronado en diciembre de 1711 emperador del Sacro Imperio Romano Germánico—, dio argumentos al partido tory para iniciar las reuniones secretas con Luis XIV para lograr la paz en Europa. 
Una vez iniciadas las negociaciones en Utrecht en enero de 1712 la reina de Gran Bretaña hizo gestiones a través de su embajador en la corte de Madrid —cuando aún no se había firmado ningún tratado en Utrecht—, para que Felipe V concediera una amnistía general a los austracistas españoles, y singularmente a los catalanes, que además debían conservar sus Constituciones. Pero la respuesta de Felipe fue negativa, y cuando el embajador Lexington, siguiendo las instrucciones de la reina Ana —quien "por motivos de honor y de conciencia, se sentía obligada a reclamar todos los derechos de que gozaban los catalanes cuando les incitaron a ponerse bajo el dominio de la Casa de Austria"— volvió a insistir sobre el «caso de los catalanes», Felipe V y su esposa le contestaron:

Por esos canallas, esos sinvergüenzas, el rey no otorgará jamás sus privilegios, pues no sería rey si lo hiciera, y esperamos que la reina [de Inglaterra] no nos los quiera exigir. [...] Sabemos que la paz os es tan necesaria como a nosotros y no la querréis romper por una bagatela

Por su parte el embajador de Luis XIV en Madrid, que apoyó la petición del embajador británico, informó a su secretario de estado «que ni en caso de extrema necesidad el rey de España accedería a lo que Inglaterra quiere exigir de él a favor de los catalanes». Esta oposición frontal a hacer ninguna concesión se reflejó en la postura que mantuvo el marqués de Monteleón, embajador de Felipe V en las negociaciones del tratado que se iba a firmar en Utrecht con Gran Bretaña, cuando rechazó la redacción del artículo 9 —«La Provincia de Cataluña gozará de sus antiguos privilegios»— afirmando que la intención de Felipe V era limitarse a conceder la amnistía, «porque en lo tocante a los privilegios que los reyes, por pura bondad, otorgaron a los catalanes, se han hecho indignos de ellos por su mala conducta»
El archiduque Carlos de Austria, recién coronado emperador como Carlos VI del Sacro Imperio Romano Germánico, envió a su embajador Juan Hoffman primero a Londres y luego a Utrecht con la propuesta de que la Corona de Aragón quedara bajo el dominio de la Casa de Austria —bien del propio emperador o de una de las archiduquesas— siendo segregada del resto de España, que quedaría en manos de Felipe V, y si esta propuesta no era aceptada, que fuera reconocida la República Catalana —que incluiría no solo el Principado, sino también Mallorca e Ibiza— bajo la protección de los aliados o del emperador, solución que fue rechazada por el secretario de Estado británico Henry St John, vizconde de Bolingbroke. Finalmente el emperador Carlos VI se autoexcluyó del Tratado de Utrecht, llegándose a una paz por separado entre Francia, Inglaterra, Holanda y Felipe V. 
Felipe V se comprometió a decretar un perdón y amnistía general a todos los catalanes por lo sucedido en la anterior guerra, pero se negó al mantenimiento del ordenamiento constitucional catalán. Se declaró un armisticio y mediante el convenio del Hospitalet (22 de junio de 1713) se estableció un tratado de evacuación de las últimas tropas aliadas en Cataluña. Para el 30 de junio de 1713 se convocó una Junta General de Brazos que debía dirimir si Cataluña se sometía incondicionalmente a Felipe V o continuaba la guerra en solitario. El emperador ordenó al mariscal Guido von Starhemberg que intercediera por los catalanes y retrasara la evacuación. 
Finalmente el secretario de estado británico vizconde de Bolingbroke, deseoso de acabar con la guerra, claudicó ante la obstinación de Felipe V y renunció a que este se comprometiera a mantener las "libertades" catalanas. Cuando el embajador de los Tres Comunes de Cataluña en Londres Pablo Ignacio de Dalmases y Ros tuvo conocimiento de este cambio de actitud del gobierno británico presentó una súplica ante el Parlamento británico en la que pedía que

por todos los medios posibles procurase que Cataluña tuviese todos los privilegios y se le conservasen todas las libertades, leyes y excepciones que hasta hoy había gozado y hoy en día estaba gozando; a vista de haber seguido aquel país lo mismo que aprobó, fomentó, empezó y siguió la Inglaterra... En atención a la mayor gloria de S.M. y de la nación; en atención a los ofrecimientos hechos a Cataluña de no desampararla por sus generales y almirantes. Y en fin, en consideración de que siendo este país tan libre y tan amante de la libertad debía proteger otro país, que por sus prerrogativas podría llamarse libre, el cual solicitaba su protección y amparo, añadiendo que las leyes, privilegios y libertades son en todo parecidas y casi iguales a las de Inglaterra

Gracias a esta súplica Dalmases consiguió que la reina Ana le recibiera a título individual el 28 de junio de 1713, aunque en aquel momento el acuerdo entre Bolingbroke y los representantes de Felipe V ya estaba cerrado. La reina según contó Dalmases después de escuchar su súplica le respondió que «había hecho lo que había podido por Cataluña».
El abandono de los catalanes por el Reino de Gran Bretaña quedó plasmado dos semanas después en el artículo 13 del tratado de paz entre el Reino de Gran Bretaña y España firmado el 13 de julio de 1713. En él Felipe V garantizaba vidas y bienes a los catalanes, pero en cuanto a sus leyes e instituciones propias solo se comprometía a que tuvieran «todos aquellos privilegios que poseen los habitantes de las dos Castillas». Bolinbroke intentó justificar que con este artículo la reina Ana ya había cumplido honorablemente con sus obligaciones emanadas del Pacto de Génova alegando que «los privilegios de Castilla son mucho más valiosos para aquellos que tratan de vivir en la debida sujeción a la autoridad» y que además aseguraban a los catalanes el disfrute del comercio americano y poder obtener cargos en la monarquía.
El conde de la Corzana, uno de los embajadores de Carlos VI en Utrecht, consideró el acuerdo plasmado en el artículo 13 como el fruto «de la violencia y mala fe del ministerio inglés» y tan «indecoroso que el tiempo no borrará el sacrificio que el ministerio inglés hace de la España y singularmente de la Corona de Aragón, y más en particular de la Cataluña, a quienes la Inglaterra ha dado tantas seguridades de sostenerles y ampararles... dejando a discreción de la familia de los Borbones la tierra más aliada y distinguida por la causa común». Todo ello a cambio del «opio del Perú y Potosí que presente ha adormecido al ministerio inglés para sacrificar los interés de sus aliados».

### El tratado de Rastatt de marzo de 1714: la retirada imperial

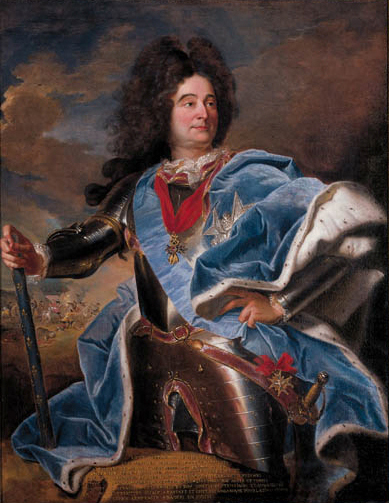
Retrato del Mariscal Claude Louis Hector de Villars. Obra de Hyacinthe Rigaud.

En las negociaciones llevadas a cabo en la ciudad alemana de Rastatt para sellar la paz entre Luis XIV, representado por el Mariscal de Villars, y el emperador Carlos VI, representado por el príncipe Eugenio de Saboya, el «caso de los catalanes» pronto se convirtió en la cuestión más difícil a resolver. Como le comunicó Eugenio de Saboya al secretario de Estado de Carlos VI, el catalán marqués de Rialp, «no cejo de trabajar cuanto me es posible a favor y en beneficio de la constante nación catalana, y bien puedo decir con ingenuidad a V.I. que es un puente muy difícil de arreglar». Por su parte el mariscal Villars comunicaba al rey de Francia que el príncipe Eugenio de Saboya estaba dispuesto a alcanzar un acuerdo, «pero está muy apenado acerca de los artículos de los catalanes, y es posible que un sentimiento similar haya hecho mella en el corazón del Archiduque y la Archiduquesa... la cual, para tener la libertad de salir [de Barcelona], habrá prometido a estos rebeldes todo aquello que le habrán pedido». Al igual que los británicos en las negociaciones del tratado de Utrecht, lo que el representante imperial pretendía, siguiendo las indicaciones de Carlos VI, era que Felipe V se comprometiera a promulgar una amnistía para sus "vasallos rebeldes" tanto catalanes como mallorquines y a no derogar las leyes e instituciones propias del Principado de Cataluña —ni del reino de Mallorca también del lado austracista— si la emperatriz y las tropas imperiales lo abandonaban. Pero Felipe V se seguía negando deseoso de aplicar en Cataluña y en Mallorca la "Nueva Planta" que había promulgado en 1707 para los "reinos rebeldes" de Valencia y de Aragón y que había supuesto su desaparición como Estados. Pero el embajador Villars aceptó la propuesta de Eugenio de Saboya siendo desautorizado por el secretario de Estado de Luis XIV, el marqués de Torcy, por lo que tuvo que abandonar la negociación. Al mismo tiempo Luis XIV enviaba a Cataluña un ejército al mando del duque de Berwick para que apoyara a su nieto Felipe V y este acabara de una vez con la resistencia de Barcelona.
El 6 de marzo de 1714 se firmó el tratado por el que el Imperio austríaco se incorporó a la paz de Utrecht, sin conseguir el compromiso de Felipe V sobre el mantenimiento de las leyes e instituciones propias del Principado de Cataluña y para el reino de Mallorca que seguían sin ser sometidos a su autoridad. La negativa a hacer ningún tipo de concesión la argumentaba así Felipe V en una carta remitida a su abuelo Luis XIV:

No es por odio ni por sentimiento de venganza por lo que siempre me he negado a esta restitución, sino porque significaría anular mi autoridad y exponerme a revueltas continuas, hacer revivir lo que su rebelión ha extinguido y que tantas veces experimentaron los reyes, mis predecesores, que quedaron debilitados a causa de semejantes rebeliones que habían usurpado su autoridad. [...] Si [Carlos VI] se ha comprometido en favor de los catalanes y los mallorquines, ha hecho mal y, en todo caso, debe conformarse del mismo modo que lo ha hecho la reina de Inglaterra, juzgando que sus compromisos ya se veían satisfechos con la promesa que he hecho de conservarles los mismos privilegios que a mis fieles castellanos

### El viraje británico: agosto-septiembre de 1714
Los días 3 y 4 de abril de 1714, un mes después de haberse firmado el Tratado de Rastatt, tuvo lugar un en la Cámara de los Lores un acalorado debate en el que la oposición whig criticó al gobierno tory por haber abandonado a los catalanes y no haberles preservado «el completo disfrute de todas sus justas y antiguas libertades», lo que consideraban una auténtica deshonra para Gran Bretaña. Sin embargo, Bolingbroke no solo rechazó las críticas sino que ordenó al almirante Wishart que bloqueara Barcelona por mar bajo el pretexto de que catalanes y mallorquines estaban perjudicando el comercio británico en el Mediterráneo, y al mismo tiempo su embajador en Madrid enviaba una carta a la Diputación General de Cataluña aconsejándole rendirse y someterse a su legítimo soberano. En julio Bolingbroke también rechazó la propuesta del representante de los Tres Comunes de Cataluña en Londres Pablo Ignacio de Dalmases para que la reina Ana «tome en depósito a Cataluña o por lo menos Barcelona y Mallorca hasta la paz general sin soltarlas a nadie hasta que mediante tratado se adjudiquen y se asegure la observancia de sus privilegios» —en referencia a las negociaciones que tenían lugar en Baden—, porque eso podría suponer la reanudación de la guerra.

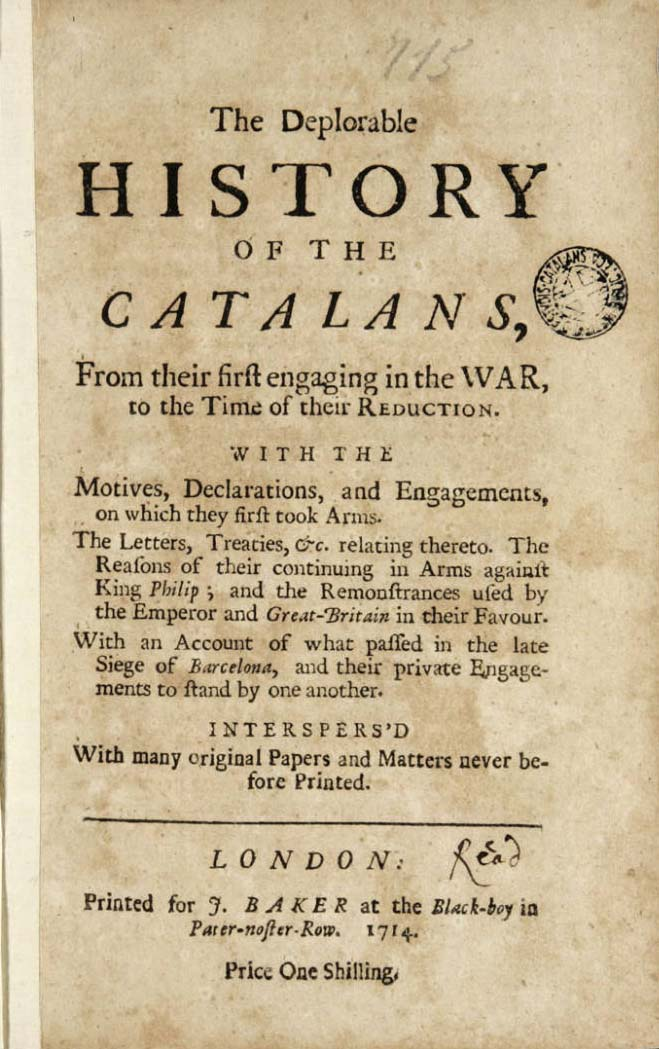
Primera página de la publicación "The Deplorable History of the Catalans"

La corriente crítica hacia la política británica respecto de los aliados catalanes y mallorquines también se plasmó en dos publicaciones aparecidas entre marzo y septiembre de 1714. En The Case of the Catalans Considered, después de aludir repetidamente a la responsabilidad contraída por los británicos al haber alentado a los catalenes a la rebelión y a la falta de apoyo que tuvieron después cuando lucharon solos, se decía:

Sus antepasados les legaron los privilegios de que gozan hace siglos ¿Ahora deben renunciar a ellos sin honor y han de dejar, tras de sí, una raza de esclavos? No; prefieren morir todos; o la muerte o la libertad, esta es su decidida elección.
[...]

Todas estas cuestiones tocan el corazón de cualquier ciudadano británico generoso cuando considera el caso de los catalanes... ¿La palabra catalanes no será sinónimo de nuestra deshonra?

Por su parte, The Deplorable History of the Catalans, tras narrar lo sucedido durante la guerra, elogiaba el heroísmo de los catalanes: «ahora el mundo ya cuenta con un nuevo ejemplo de la influencia que puede ejercer la libertad en mentes generosas».

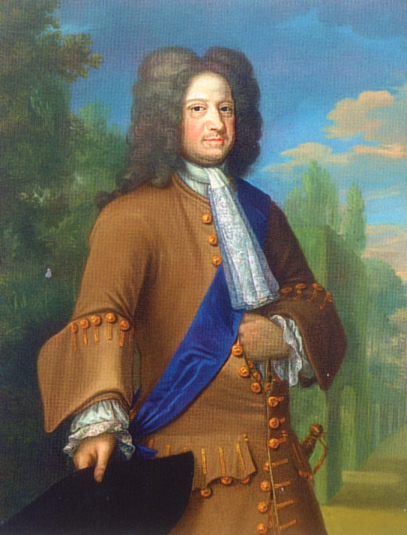
Retrato de 1715 del rey Jorge I de Gran Bretaña.

El «caso de los catalanes» dio un giro completo cuando la reina Ana de Gran Bretaña murió el 1 de agosto de 1714 y su sucesor, Jorge I de Hannover, dio órdenes al embajador británico en París para que presionara a Luis XIV con el fin de obligara a Felipe V a que se comprometiera a mantener las leyes e instituciones propias del Principado de Cataluña. Pero las presiones británicas no surtieron efecto en Luis XIV, a pesar de que desde hacía meses aconsejaba a su nieto «moderar la severidad con la que queréis tratarles [a los catalanes]. Aun cuando rebeldes, son vuestros súbditos y debéis tratarlos como un padre, corrigiéndolos pero sin perderlos». Entonces Dalmases pidió que la flota británica se concentrara en Barcelona para conseguir un alto el fuego que acabara con el cerco borbónico de la ciudad, petición que fue aceptada por el gobierno británico. Por su parte Felip Ferran de Sacirera fue recibido en audiencia el 18 de septiembre por el rey Jorge I, que se encontraba en La Haya camino de Londres para ser coronado, en la que le prometió que haría lo posible por Cataluña, pero temía que fuera demasiado tarde. En efecto, unos días después se conocía la noticia de que el 12 de septiembre de 1714 Barcelona había capitulado. El 29 de septiembre Jorge I llegaba a Londres.
Tanto el nuevo rey Jorge I como el nuevo gobierno whig, salido de las elecciones celebradas a principios de 1715, eran contrarios a los acuerdos que el gobierno anterior tory había alcanzado con Luis XIV y que habían constituido la base de la Paz de Utrecht, pero acabaron por aceptarlos porque las ventajas que Gran Bretaña había obtenido eran evidentes, lo que supuso que el viraje británico sobre el  «caso de los catalanes» finalmente no se produjera.
A pesar de todo, la nueva mayoría whig en el parlamento con el apoyo del rey formó un Committee of Secrecy encabezado por Robert Walpole para elaborar un informe sobre la actuación del gobierno tory anterior y depurar responsabilidades. Este comité consideró culpables de traición a los ministros Robert Harley y Bolingbroke y al capitán general de las fuerzas británicas en el continente, el duque de Ormond, y de graves crímenes y fechorías al jefe de la representación británica en Utrecht Thomas Wentworth. Harley fue encarcelado y Bolingbroke y Ormond huyeron a Francia donde colaboraron con el pretendiente Jacobo III Estuardo para organizar un levantamiento jacobita en Escocia para derrocar a Jorge I de Hannover. En el informe presentado por el comité al parlamento sobre el caso de los catalanes se decía que éstos había sido «abandonados y dejados en manos de sus enemigos contrariamente a la fe y el honor». Sin embargo, el gobierno whig no hizo nada para ayudar a Mallorca que aún no había caído en manos borbónicas. Así el 2 de julio de 1715 Mallorca capituló.

## El «caso de los catalanes» después de la Paz de Utrecht

### El Congreso de Cambrai (1721-1724)
El caso de los catalanes volvió a la actualidad en 1719 durante la guerra de la Cuádruple Alianza, cuando la política contraria a la Paz de Utrecht lanzada por Felipe V a través de su ministro Julio Alberoni provocó que España se quedara sola ante toda Europa; durante la invasión francesa del norte de Cataluña el ministro francés Guillaume Dubois, presionado por su colega inglés lord James Stanhope, anunció la intención de restaurar las Constituciones de Cataluña si los catalanes se unían a su causa. Ante el escenario adverso Felipe V destituyó a Julio Alberoni y la cuestión no progresó. 
En el congreso de Cambrai que siguió al Tratado de La Haya de 1720 que puso fin a la guerra de la Cuádruple Alianza se reavivó el «caso de los catalanes» entre el exilio austracista y entre los austracistas de Cataluña, como lo prueban las diecisiete cartas enviadas desde Viena y Génova a Barcelona entre 1721 y 1724, saltándose la norma establecida por Felipe V que prohibía la correspondencia entre Cataluña y los territorios del Imperio. En ellas los remitentes expresaban su confianza en que el emperador Carlos VI aprovechara la ocasión para conseguir que Felipe V restituyera las leyes e instituciones propias de Cataluña abolidas por el Decreto de Nueva Planta o que estallara la guerra. También se quejaban de que la represión contra los austracistas catalanes continuaba: «los que ejecutan en este país no es cosa natural, y si Dios no pone remedio, creo que pretenden acabar con todos y poblar la tierra con otra gente».
En este contexto de renacimiento del austracismo, el conde Felipe Ferran de Sacirera, que ya había sido embajador de Cataluña en La Haya cuando en 1713-1714 se estaban discutiendo en Utrecht los tratados que pondrían fin a la guerra de sucesión española, pidió al emperador Carlos VI poder asistir a las sesiones del Congreso de Cambrai «para que no queden infelices unos vasallos de cuyos países ha salido V.M. emperador con gran parte de los dominios de España» y para que tengan «el alivio de saber [aunque nada se consiguiera] que hasta el fin no les ha V.M. desamparado». El conde no asistió al Congreso pero su petición fue recogida por el emperador en un documento que presentó en las conversaciones de Cambrai y en el que se recogía el «caso de los catalanes». Después de establecer la  «amnistía perpetua» para todos los antiguos contendientes en la guerra de sucesión española, tanto austracistas como felipistas, en el mismo se afirmaba:

Los reinos y provincias, ciudades, islas y comunidades de una y otra parte [la Monarquía de España y el Imperio] serán restablecidas en el goce y libre posesión de todos sus privilegios, leyes, fueros, constituciones, honores, preeminencias y prerrogativas de que gozaban cuando comenzó la presente guerra [de sucesión española] y fueron durante y por causa de ella privadas y desposeídas...

Pero la respuesta de los embajadores de Felipe V fue la de siempre (y los embajadores británicos tampoco apoyaron a los imperiales):

que tienen orden de que no se acuerde nada más a favor de Cataluña que lo que ya se fijó en el artículo 13 del Tratado de Utrecht. Es decir, que sean tratados como las provincias más favorecidas de España, que son las dos Castillas.

### El Tratado de Viena de 1725
El 30 de abril de 1725 se firmó el Tratado de Viena que puso fin diplomáticamente a la guerra de sucesión española, ya que según lo estipulado en el mismo el emperador Carlos VI renunció a sus derechos a la Corona de España y reconoció como rey de España y de las Indias a Felipe V, mientras que éste reconocía al emperador la soberanía sobre las posesiones de Italia y de los Países Bajos que habían correspondido a la Monarquía Hispánica antes de la guerra. En uno de los documentos del Tratado Felipe V otorgaba la amnistía a los austracistas y se comprometía a devolverles sus bienes que habían sido confiscados durante la guerra y en la inmediata posguerra. Asimismo se les reconocían los títulos que les hubiera otorgado Carlos III el Archiduque, pero al plantear de nuevo el emperador el «caso de los catalanes» Felipe V volvió a negarse a restablecer las instituciones y leyes propias de los Estados de la Corona de Aragón, y el emperador acabó cediendo.
En una carta enviada a Felipe V por su negociador en Viena Johan Willem Ripperdá, éste se quejaba de la presión a que se había visto sometido por los «españoles de acá» —en referencia a los exiliados austracistas que ocupaban altos cargos en la corte de Viena— para que «entrase en los tratados la restitución de los privilegios de la Corona de Aragón, Valencia y los catalanes», a lo que Ripperdá, siguiendo las instrucciones de Felipe V, se había negado. La cuestión se discutió en el Consejo Supremo del emperador pero allí acabó imponiéndose la realpolitik del "partido alemán" y se renunció a exigir la restitución de las "libertades" del Principado de Cataluña porque esta demanda haría imposible el acuerdo.
Tras la firma del Tratado el emperador Carlos VI volvió a insistir en el «caso de los catalanes»  en 1726-1726 en el contexto de la crisis planteada por la firma del Tratado de Hannover entre las monarquías de Gran Bretaña, Francia y Prusia, como reacción a la firma del Tratado de Viena, y que acabó desencadenado la guerra anglo-española de 1727-1729, cuyo momento más crítico fue el fracasado asedio a Gibraltar de 1727. Así en febrero de 1726 el embajador imperial en Madrid Königsegg informaba de las gestiones que había realizado en favor de la restitución de los fueros de los estados de la Corona de Aragón en el que informaba que el secretario de Estado Ripperdá le había respondido que no era el momento adecuado para hablar del tema con el rey debido a que su «aversión por los catalanes era particularmente fuerte». En el escrito también hablaba de las dificultades que planteaba para alcanzar su objetivo la «repugnancia» de los catalanes por el rey y su «mala voluntad, tan odiosa como inútil, a un punto tal que hasta el día de hoy no sé de ningún ayuntamiento que haya pagado ni un céntimo de los impuestos sin tener que ser sometidos a ejecución forzsa por parte del ejército». A continuación añadía:

Después de la noticia de la paz que se ha concluido entre V.M.C. y la Corona de España se han vuelto más intratables [los catalanes] que nunca, y están persuadidos y divulgan por doquier que se acordó un artículo secreto para la restitución de sus fueros y privilegios. Aunque intento desengañarles y hacerles comprender que V.M.C. no puede ayudarles más que con sus buenos oficios, que con tanto fervor su real nombre [de Carlos VI] utiliza en esta corte. Sin embargo, la multitud se empeña en este convencimiento

La única gestión del embajador imperial que dio resultado fue que Felipe V accediera a descolgar del Portal de Mar de la ciudad de Barcelona la cabeza del general austracista Moragues que allí permanecía en una jaula desde 1715. Otras peticiones como el restablecimiento de la Universidad de Barcelona o del derecho de la nobleza catalana a portar armas fueron desatendidas.

### La guerra de sucesión polaca (1733-1738) y el «austracismo persistente»

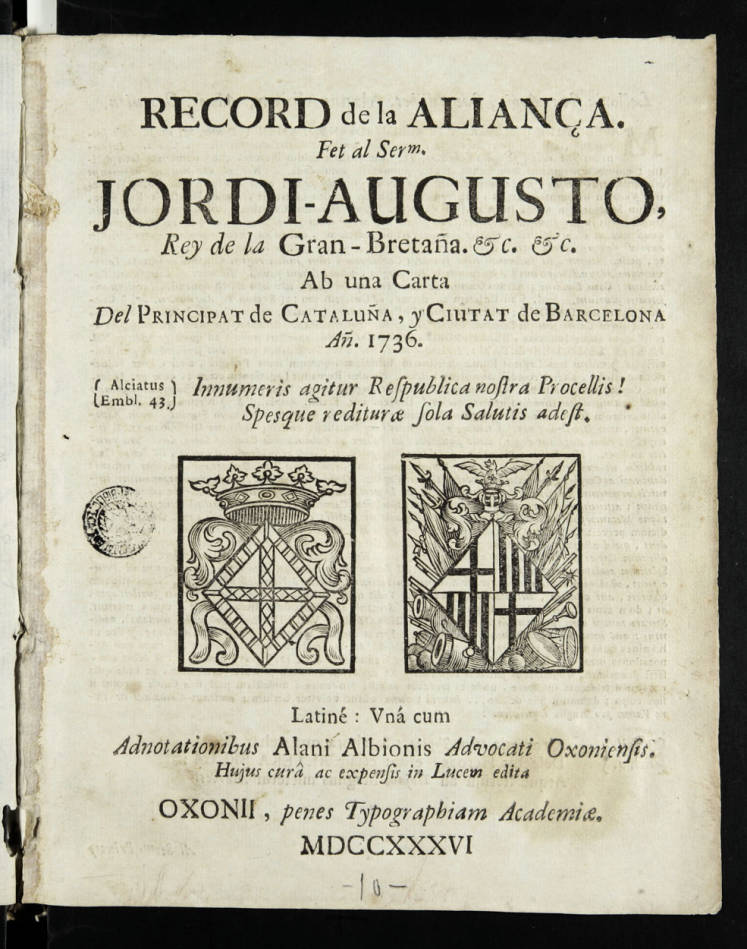
El opúsculo atribuido a Rafael Casanova Record de l'Aliança recuerda al rey Jorge II de Gran Bretaña la alianza pactada en Génova en 1705 entre el Principado de Cataluña y el Reino de Inglaterra a fin de auxiliar al Archiduque Carlos "a la entera recuperación de toda la Monarchía de España",
La implicación de Felipe V en la Guerra de Sucesión Polaca (1733-1738) debido a los Pactos de Familia desencadenó las esperanzas de los austracistas en pos de recuperar la «Libertad de Cataluña». Fue publicado en enero de 1736, el «22º año de nuestra esclavitud».

Años después el «caso de los catalanes» volvía a resurgir a raíz de la guerra de sucesión polaca. La crisis internacional abierta por la sucesión al reino de Polonia que enfrentó a Agusto de Sajonia, candidato apoyado por el emperador Carlos VI, y a Estanilao Lesczynski, apoyado por Luis XV de Francia y por Felipe V —después de haber firmado el primer "pacto de familia" en 1731—, alimentó de nuevo las expectativas del exilio austracista en Viena, liderados por el marqués de Rialp y Juan Amor de Soria. En aquellos años aparecieron diversas obras exponiendo de nuevo el «caso de los catalanes» como Record de l'Aliança, atribuida al antiguo conseller en cap Rafael Casanova y en la que se denunciaban los compromisos incumplidos por los británicos; La voz precursora de la verdad, en la que se propugnaba la formación de una gran alianza antiborbónica; o Via fora els adormits, que defendía la vuelta a la Monarquía de los Austrias y si no era posible que los británicos impusieran una «república libre del Principado». Aunque el texto más importante de este "austracismo persistente" fue la Enfermedad crónica y peligrosa de los reinos de España y de Indias (1741) del aragonés de origen navarro Juan Amor de Soria —que años antes había escrito otro texto que quedó inédito titulado Addiziones y notas históricas desde el año 1715 hasta el 1736—.
Un ejemplo representativo de este «austracismo persistente», como lo llamó el historiador y economista catalán Ernest Lluch, puede ser un escrito anónimo publicado en 1732 con el título de Remedios necesarios, justos y convenientes para restablecer la salud de Europa, en el que queda claro, como en otros textos, que el «caso de los catalanes» no se refería exclusivamente a las "libertades" del Principado de Cataluña sino a las de todos los «reinos y dominios» de la Monarquía de España. Así en el opúsculo se propugnaba la formación de una gran alianza en Europa para restablecer el equilibrio europeo y para liberar a los españoles que «gimen baxo la más dura servidumbre del despotismo de la Casa de Borbón» y restaurar

la antigua libertad de los españoles y de los vasallos de aquella gloriosa monarquía en dichos reinos y dominios, la segura observancia de sus leyes, de sus fueros, de sus privilegios, de sus libertades e inmunidades, la autoridad de sus Cortes generales, cual la tuvieron en tiempo de los señores reyes don Fernando y doña Isabel.